# Kanton Luzech
Der Kanton Luzech ist seit 1790 ein französischer Wahlkreis im Arrondissement Cahors im Département Lot in der Region Okzitanien; sein Hauptort ist Luzech, Vertreter im Generalrat des Départements sind seit 2015 Marc Gastal und Maryse Maury. 

## Gemeinden
Der Kanton besteht aus 17 Gemeinden mit insgesamt 10.047 Einwohnern (Stand: 1. Januar 2022) auf einer Gesamtfläche von 344,62 km²:
| Gemeinde                 | Einwohner 1. Januar 2022 | Fläche km² | Dichte Einw./km² | Code INSEE | Postleitzahl |
| ------------------------ | ------------------------ | ---------- | ---------------- | ---------- | ------------ |
| Albas                    | 529                      | 21,84      | 24               | 46001      | 46140        |
| Anglars-Juillac          | 334                      | 5,48       | 61               | 46005      | 46140        |
| Barguelonne-en-Quercy    | 706                      | 46,11      | 15               | 46263      | 46800        |
| Bélaye                   | 204                      | 18,69      | 11               | 46022      | 46140        |
| Caillac                  | 590                      | 7,44       | 79               | 46044      | 46140        |
| Cambayrac                | 135                      | 7,39       | 18               | 46050      | 46140        |
| Carnac-Rouffiac          | 230                      | 13,57      | 17               | 46060      | 46140        |
| Castelfranc              | 425                      | 5,71       | 74               | 46062      | 46140        |
| Douelle                  | 834                      | 8,77       | 95               | 46088      | 46140        |
| Lendou-en-Quercy         | 620                      | 42,46      | 15               | 46262      | 46800        |
| Luzech                   | 1.758                    | 22,13      | 79               | 46182      | 46140        |
| Montcuq-en-Quercy-Blanc  | 1.812                    | 78,23      | 23               | 46201      | 46800        |
| Montlauzun               | 121                      | 6,48       | 19               | 46206      | 46800        |
| Parnac                   | 382                      | 5,77       | 66               | 46214      | 46140        |
| Saint-Vincent-Rive-d’Olt | 432                      | 19,90      | 22               | 46296      | 46140        |
| Sauzet                   | 533                      | 11,09      | 48               | 46301      | 46140        |
| Villesèque               | 402                      | 23,56      | 17               | 46335      | 46090        |
| Kanton Luzech            | 10.047                   | 344,62     | 29               | 4612       | –            |

Bis zur landesweiten Neuordnung der französischen Kantone im März 2015 gehörten zum Kanton Luzech die 13 Gemeinden Albas, Anglars-Juillac, Bélaye, Caillac, Cambayrac, Carnac-Rouffiac, Castelfranc, Douelle, Luzech, Parnac, Saint-Vincent-Rive-d’Olt, Sauzet und Villesèque. Sein Zuschnitt entsprach einer Fläche von 171,34 km2. Er besaß vor 2015 einen anderen INSEE-Code als heute, nämlich 4619.

## Veränderungen im Gemeindebestand seit der landesweiten Neuordnung der Kantone
2019:
- Fusion Saint-Daunès, Bagat-en-Quercy und Saint-Pantaléon → Barguelonne-en-Quercy
- Fusion Le Boulvé (Kanton Puy-l’Évêque), Fargues, Saint-Matré (Kanton Puy-l’Évêque) und Saux (Kanton Puy-l’Évêque) → Porte-du-Quercy (Kanton Luzech und Kanton Puy-l’Évêque)

2018: Fusion Lascabanes, Saint-Cyprien und Saint-Laurent-Lolmie → Lendou-en-Quercy
2016: Fusion Belmontet, Lebreil, Montcuq, Sainte-Croix und Valprionde → Montcuq-en-Quercy-Blanc

## Bevölkerungsentwicklung
| 1962  | 1968  | 1975  | 1982  | 1990  | 1999  | 2006  | 2016   |
| ----- | ----- | ----- | ----- | ----- | ----- | ----- | ------ |
| 5.065 | 5.444 | 5.533 | 5.717 | 5.913 | 6.270 | 6.586 | 10.117 |